# ГЕС Сускеда
ГЕС Сускеда (ісп. Susqueda) — гідроелектростанція на північному сході Іспанії, в регіоні Каталонія. Знаходячись між ГЕС Сау (вище по течії) та ГЕС Пастераль, входить до складу каскаду на річці Тер, що дренує південно-східний схил Піренеїв та тече у Середземне море.
В процесі спорудження станції річку перекрили арковою греблею висотою 135 метри та довжиною 510 метрів, спорудження якої потребувало 662 тис. м3 матеріалу. Вона утримує водосховище із площею поверхні 4,7 км та об'ємом 233 млн м3, від якого бере початок дериваційний тунель довжиною 3,5 км та діаметром 4,6 метра. На завершальному етапі перед машинним залом наявний балансуючий резервуар шахтного типу висотою 100 метрів та діаметром 8 метрів.
Підземний машинний зал має розміри 50х20 метрів та висоту 30 метрів. Він обладнаний трьома турбінами типу Френсіс загальною потужністю 86 МВт, які працюють при напорі у 162 метри.
Відпрацьована вода відводиться далі по долині річки до водосховища Pasteral через тунель довжиною 1,5 км та діаметром 5 метрів.
Видача продукції відбувається по ЛЕП, що працює під напругою 105 кВ.